# Adolf Jirasko
Adolf Jirasko (* 8. Juni 1851 in Wien-Altlerchenfeld; † 11. September 1914 in Wien-Wieden) war ein österreichischer Augenoptiker.

## Biographie

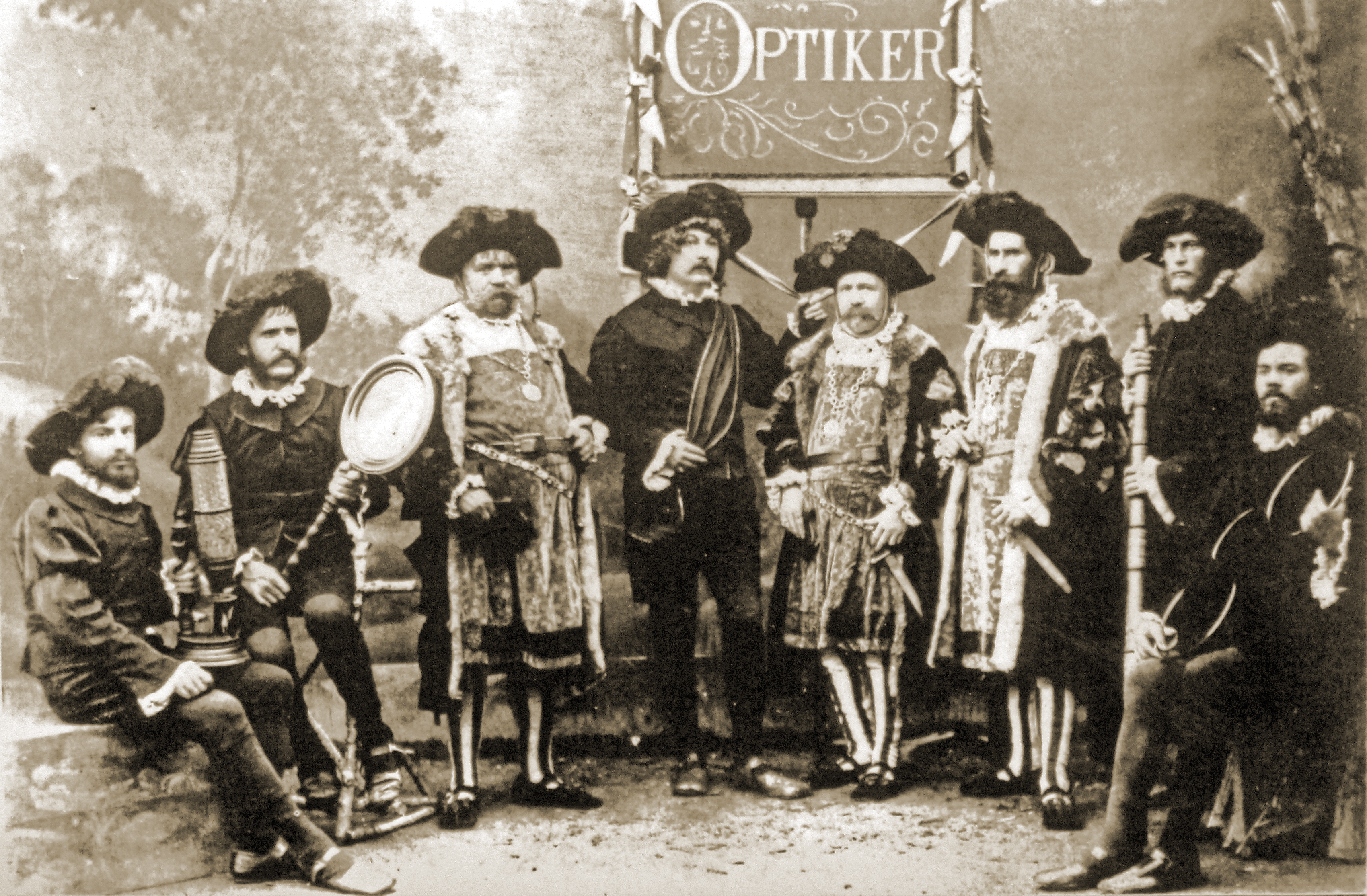
Die Gruppe der Optiker im Makart-Festzug (1879)

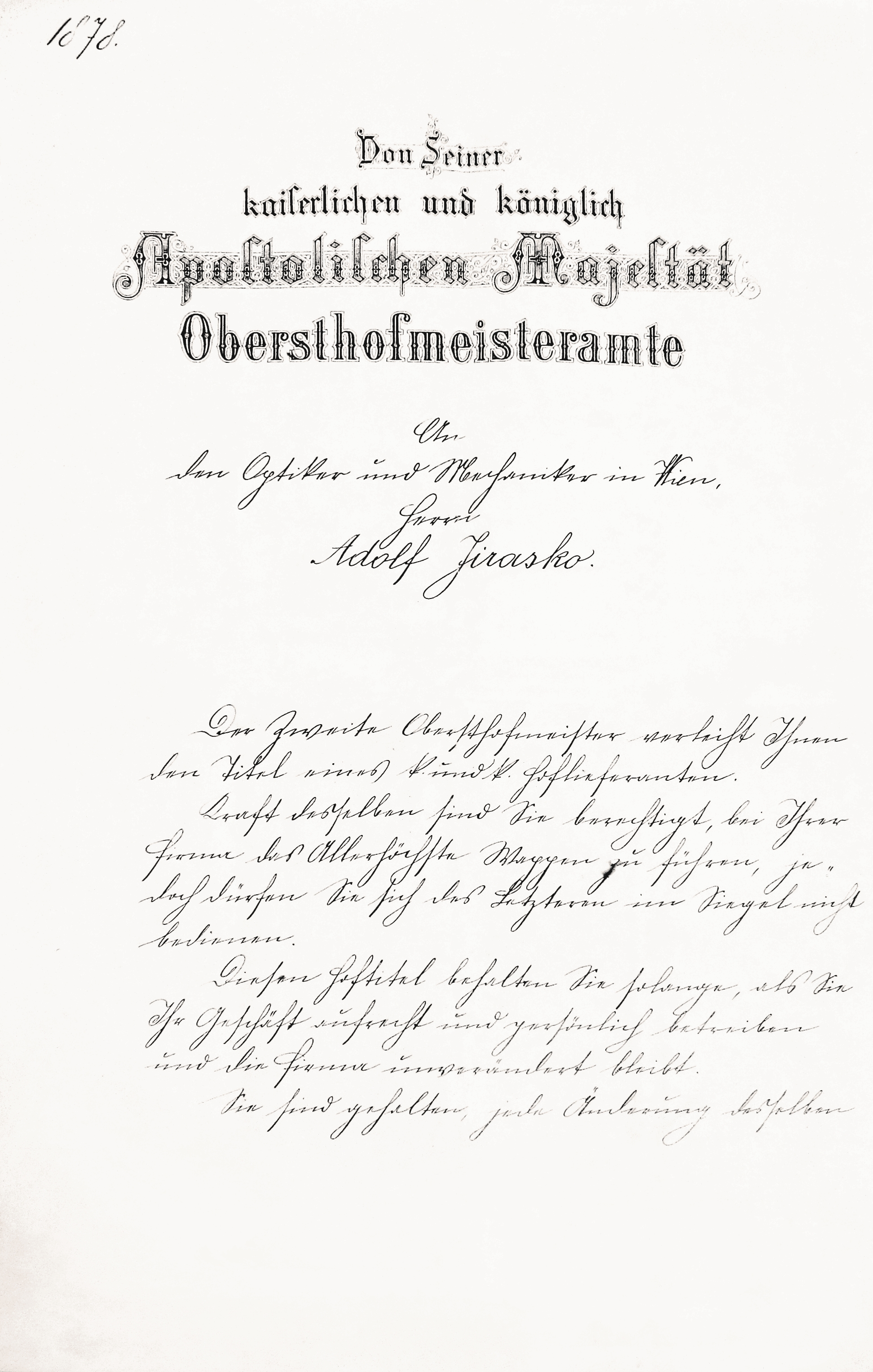
Urkunde des k.u.k. Hoftitels an Adolf Jirasko vom 2. März 1898

Adolf Jiraskos Vater Josef wanderte aus Plch in Böhmen in die Reichshaupt- und Residenzstadt Wien ein, wo er 1858 die Optikerwerkstatt Jirasko gründete. Er fertigte selbstentwickelte Fernrohre und mittlere Mikroskope für Wissenschaftler wie Biologen und Mediziner und war langjähriger Vorsteher der Optikergenossenschaft.
Adolf Jirasko, einer von drei Geschwistern, absolvierte von 1865 bis 1869 die Optikerausbildung im väterlichen Betrieb. Bis 1879 war er als Gehilfe beschäftigt, danach als Geschäftsleiter und übernahm gemeinsam mit seinem Bruder Matthias im Jahre 1890 das Unternehmen. Der Gewerbeschein wurde am 25. August 1890 ausgestellt. Nachdem Matthias kinderlos gestorben war, wurde Adolf Alleininhaber.
Im Gegensatz zu seinem Vater beschränkte sich Adolf Jirasko nicht nur auf das Optikerhandwerk. Sein Erfindergeist brachte mehrere eigene Produkte hervor. So fertigte er diverse optische wie mechanische Geräte, zum Beispiel Geräte der elektromagnetischen Induktion, elektrolytische Apparate und Beleuchtungseinrichtungen. Besonders die Entdeckung und Entwicklung der Elektrizität faszinierten Jirasko. Mit der wachsenden Industrialisierung kamen schwere Zeiten auf mittlere und kleine Handwerkerstätten zu.
Jirasko überzeugte mit der Qualität seiner Produkte und begann, hohe Kunden, wie den kaiserlichen Hof, mit optischen Geräten und Zubehör zu beliefern. In Anerkennung dafür erhielt er Auszeichnungen für seine Produkte und 1897 wurde ihm der Hoflieferantentitel verliehen; er durfte sich „k.u.k. Hof-Optiker und Mechaniker“ nennen. Das Unternehmen expandierte weiter, im 10. Bezirk Favoriten wurde eine neue Filiale eröffnet.
1910 begann der älteste Sohn Adolf Jirasko jun. im Betrieb eine Optikerausbildung. Er erlernte das Handwerk drei Jahre und begab sich dann nach Berlin, wo er in einer optisch-mechanischen Fabrik arbeitete. Der Erste Weltkrieg, der Zusammenbruch der Monarchie 1918 und die Nachkriegsjahre setzten dem Unternehmen schwer zu. Diese schwierige Zeit erlebte doch Jirasko nicht, da er kurz nach dem Ausbruch des Krieges an Leberzirrhose starb. Seine Witwe führte bis 1918 der Betrieb weiter. 